# Трубе (сингл)
Трубе је сингл музичке рок групе Галија објављен 1991. године на винил формату за издавачку кућу ПГП РТБ. На издању се налазе песме Трубе и Сети се Mаја, које су написали Ненад Милосављевић и Радоман Кањевац. За продукцију је био задужен Никша Братош, као и за аранжман заједно са Жан Жак Рошкамом и Ненадом Милосављевићем.